# Isabella Moro
Isabella Moro (Padua, 1965) es una botánica, fitogeógrafa, micóloga, profesora, taxónoma, conservadora y exploradora italiana.
Desarrolla actividades académicas y científicas en el Departamento de Biologíca de la Universidad de Padua.

## Carrera[3]
En 1989, obtiene la licenciatura en Ciencias Biológicas, por la Universidad de Padua. De 1992 a 2005, fue técnica de laboratorio en el Departamento de Biología de la Universidad de Padua. En 2002 recibió el título de doctorado en Biología Evolutiva. Desde 2006, es investigadora en el campo de la ciencia botánica, en el Departamento de Biología de la Universidad de Padua. Sus principales temas de investigación, son:
- a) morfológicas, ultraestructurales, bioquímico y molecular de las cianobacterias, microalgas y plantas;
- b) las respuestas de adaptación de estos organismos a las condiciones de crecimiento extremas;
- c) las investigaciones morfológicas y moleculares de las macroalgas del Adriático.

Tiene experiencia en microscopía óptica y electrónica y la biología molecular. Es autora de 50 publicaciones en revistas internacionales.

## Algunas publicaciones
- katia Sciuto, louise a. Lewis, Elie Verleyen, isabella Moro, nicoletta La Rocca. 2015. Chodatodesmus australis sp. nov. (Scenedesmaceae, Chlorophyta) from Antarctica, with the emended description of the genus Chodatodesmus , and circumscription of Flechtneria rotunda gen. et sp. nov. J. Phycol. 51: 1172 – 1188 resumen.

- katia Sciuto, c. Andreoli, nicoletta Rascio, nicoletta La Rocca, isabella Moro. 2012. Polyphasic approach and typification of selected Phormidium strains (Cyanobacteria). Cladistics, 28: 357-374.

- f. Dalla Vecchia, m. Marzocchi, s. Maistro, isabella Moro. 2012. Morpho-physiological effects of cadmium on two Ulva species. Archiv für Hydrobiologie/ Algological Studies 138: 13 – 26.

- m.g. Paoletti, nicoletta Rascio, isabella Moro, e. Brugnerotto, g. Onore, c. Tapia, c. Bicchi, j.f. Pruski. 2012. Ethnobiology of Munnozia pinnatipartita (Compositae: Liabeae), an intriguing weed of dairy farms and its use as a herbicide to convert pastures into cloud forest in the Otonga reserve in Highland Ecuador. J. of Sustainable Agriculture, 36: 1 - 14.

- m.a. Wolf, katia Sciuto, c. Andreoli, isabella Moro. 2012. Ulva (Chlorophyta, Ulvales) biodiversity in the North Adriatic Sea (Mediterranean, Italy): cryptic species and new introductions. J. of Phycology 48 (6): 1510 – 1521. DOI: 10.1111/jpy.12005

- michela Schiavon, isabella Moro, a.h. Pilon-Smits, v. Matozzo, m. Malagoli, f. Dalla Vecchia. 2012. Accumulation of selenium in Ulva sp. and effects on oxidative stress-related metabolism, morphology and ultrastructure Archivado el 14 de noviembre de 2012 en Wayback Machine.. Aquatic Toxicology 122–123 (2012) 222 – 231 DOI: 10.1016/j.aquatox.2012.06.014

- a. Sfriso, m.a. Wolf, s. Maistro, katia Sciuto, isabella Moro. 2012. Spreading and autoecology of the invasive species Gracilaria vermiculophylla (Gracilariales, Rhodophyta) in the lagoons of the north-western Adriatic Sea (Mediterranean Sea, Italy). Estuarine, Coastal and Shelf Science 114: 192 – 198. 10.1016/j.ecss.2012.07.024 resumen

- ---------, ----------, katia Sciuto, m. Morabito, c. Andreoli, isabella Moro. 2012. Gracilaria viridis sp. nov. (Rhodophyta, Gracilariales): a new red algal species for the Mediterranean Sea. Phycologia 52 (1): 65 - 73. DOI: 10.2216/12-007.1 resumen

- f. Benato, t. Skobo, g. Gioacchini, isabella Moro, f. Ciccosanti, m. Piacentini, g.m. Fimia, o. Carnevali, l. Dalla Valle. 2012. Ambra1 knockdown in zebrafish leads to incomplete development due to severe defects in organogenesis. Autophagy ISSN 1554-8627

- e. Cecere, isabella Moro, m.a. Wolf, a. Petrocelli, m. Verlaque, a. Sfriso. 2011. The introduced seaweed Grateloupia turuturu (Rhodophyta, Halymeniales) in two Mediterranean Transitional Water Systems (TWS). Botanica Marina, 54: 23 - 33.

- k. Sciuto, nicoletta Rascio, c. Andreoli, isabella Moro. 2011. Polyphasic characterization of ITD-01, acyanobacterium isolated from the Ischia Thermal District (Naples, Italy). Fottea, 11 (1): 31 - 39.

- m.a. Wolf, a. Sfriso, c. Andreoli, isabella Moro. 2011. The presence of exotic Hypnea flexicaulis (Rhodophyta) in the Mediterranean Sea as indicated by morphology, rbcL and cox1 analyses. Aquatic Botany, 95: 55 - 58.

- ------------, k. Sciuto, c.a. Maggs, m.b.b. Barros-Barreto, c. Andreoli, isabella Moro. 2011. Ceramium Roth (Ceramiales, Rhodophyta) from Venice lagoon (Adriatic Sea, Italy): comparative studies of Mediterranean and Atlantic taxa. Taxon 60 (6): 1584 - 1595.

- isabella Moro, nicoletta Rascio, nicoletta La Rocca, katia Sciuto, patrizia Albertano, laura Bruno, carlo Andreoli. 2010. Polyphasic characterization of a thermo-tolerant filamentouscyanobacterium isolated from the Euganean thermal muds (Padua, Italy). European J. of Phycology, 45 (2): 143 — 154

- ------------------, s. Maistro, l. Cassaro, nicoletta Rascio, c. Andreoli. 2010. Morphology, 18S rDNA sequence and rbcL phylogeny of Navicula veneta (Bacillariophyceae) from thermal muds in Italy. Cryptogamie. Algologie, 31: 209 - 219.

- ------------------, --------------------, ------------------------, m. Dibella, c Anfdreoli. 2007. Cyanobacterium aponinum, a new Cyanoprokaryote fromthe microbial mat of Euganean thermal springs (Padua, Italy). Algol. Stud. 123: 1 – 15

- e. Negrisolo, s. Maistro, m. Incarbone, isabella Moro, l. Dalla Valle, p.a. Broady, c. Andreoli. 2004. Morphological convergence characterizes the evolution of Xanthophyceae (Heterokontophyta): evidence from nuclear SSU rDNA and plastidial rbcL genes. Molecular Phylogenetics and Evolution, 33: 156 - 170.

## Honores

### Membresías
- Sociedad Botánica Italiana[4]

- La abreviatura «Moro» se emplea para indicar a Isabella Moro como autoridad en la descripción y clasificación científica de los vegetales.[5]